# Acer Quick Access
Acer Quick Access — програмне забезпечення, розроблене компанією Acer Inc. для ноутбуків і деяких настільних комп’ютерів власного виробництва. Програма служить для швидкого керування основними функціями пристрою, зокрема налаштуванням бездротових модулів, енергозбереженням та іншими системними параметрами. 

### Опис
Acer Quick Access забезпечує користувачам зручний інтерфейс для швидкого доступу до таких функцій, як:
- Увімкнення/вимкнення Wi-Fi і Bluetooth [2]
- Налаштування режимів енергозбереження [3]
- Управління підсвіткою клавіатури (за наявності) [4]
- Керування параметрами камери (у деяких моделях) [5]

Програма інтегрована в систему як фоновий процес і зазвичай запускається автоматично під час старту операційної системи.

### Історія та розвиток
Acer Quick Access була вперше представлена на початку 2010-х років як частина програмного комплексу, який встановлюється на ноутбуки Acer для полегшення керування основними системними функціями. З часом програмне забезпечення оновлювалося, отримуючи нові можливості і підтримку для сучасних моделей пристроїв. 

### Особливості
- Інтуїтивно зрозумілий інтерфейс. Дозволяє швидко перемикатися між основними налаштуваннями без необхідності заходити в складні системні меню.
- Автоматичний запуск. Програма стартує разом із системою, забезпечуючи постійний доступ до функцій.
- Енергозбереження. Дає можливість оптимізувати споживання енергії, що особливо корисно для ноутбуків.
- Інтеграція з апаратним забезпеченням. Підтримує управління специфічними функціями, такими як підсвітка клавіатури, що реалізовано у деяких моделях Acer. [7]

### Використання
Acer Quick Access рекомендована для користувачів ноутбуків Acer, які бажають швидко налаштувати бездротові підключення або оптимізувати роботу батареї. Програма доступна переважно на пристроях із операційною системою Microsoft Windows.  

## Список джерел
1. ↑  Швидкий доступ Acer. Acer Community (укр.). Процитовано 23 липня 2025.
2. ↑  Should I remove Acer Quick Access by Acer?. Should I Remove It?. Процитовано 23 липня 2025.
3. ↑  Best Laptops - All Categories. Top Tech Choices (англ.). Процитовано 23 липня 2025.
4. ↑  990x (12 травня 2021). Acer Quick Access — что это за программа и нужна ли она? (Windows 10) | 990x.top (рос.). Процитовано 23 липня 2025.
5. ↑  Should I remove Quick Access Service by Acer?. Should I Remove It?. Процитовано 23 липня 2025.
6. ↑  PratGamer_2 (6 квітня 2024). How do I get rid of this ?. r/AcerNitro. Процитовано 23 липня 2025.
7. ↑  What is Acer quick access?. Answers (англ.). Процитовано 23 липня 2025.
8. ↑  Acer Quick Access on/off option for boot to desktop. Acer Community (англ.). 27 жовтня 2015. Процитовано 23 липня 2025.